# Клинтон, Уильям Генри
Сэр Уильям Генри Клинтон (англ. William Henry Clinton; 1769—1846) — британский военный и государственный деятель, генерал.
Участник событий Великой французской революции и Наполеоновских войн, а также Пиренейских и Мигелистских войн.

## Биография
Родился 23 декабря 1769 года в семье генерала сэра Генри Клинтона. Внук адмирала Джорджа Клинтона и старший брат генерал-лейтенанта сэра Генри Клинтона.
Поступил на службу в британскую армию в 1784 году как корнет 7-го легкого драгунского полка, которым командовал его отец. 9 июня 1790 года получил чип капитана 345-го пехотного полка, а через месяц был переведен в 1-й гвардейский гренадерский полк. Под командованием герцога Йоркского принял участие в военных кампаниях во Фландрии и Нидерландах в 1793 году капитаном 1-го гвардейского полка. В следующем году получил звание подполковника.
В 1794—1796 годах был членом парламента от Восточного Ретфорда, затем ушел из парламента, став флигель-адъютантом герцога Йоркского.
В 1799 году Клинтон побывал в Италии с дипломатической миссией в вооруженные силы России. По возвращении из Италии принял участие в голландской экспедиции. В 1801 году Клинтон был повышен в звании до полковника, участвовал в захвате острова Мадейра, был губернатором Мадейры с июля 1801 по март 1802 годов. В 1803 году стал военным секретарем Британии и в 1804 году генерал-квартирмейстером в Ирландии.
В 1806 году он вернулся в парламент депутатом от Боробриджа, где находился до 1818 года. После очередной дипломатической миссии в Швецию в 1807 году, Клинтон стал в следующем году генерал-майором.
В течение 1812 года Клинтон служил на Средиземноморье в подразделениях Мессины, Италия. Затем был командиром 1-й дивизии под руководством герцога Артура Веллингтона в испанской кампании 1812—1813 годов, разделив с ним победу в сражении при Кастальи 13 апреля 1813 года. В июне 1813 года он стал главнокомандующим британских вооруженных сил в Восточной Испании, находясь на этом посту до апреля 1814 года и получив звание генерал-лейтенанта. В 1815 году во время сражения при Ватерлоо продолжал числиться командиром 1-й дивизии, но участия в военных действиях не принимал.
Вернувшись на свой пост член парламента, он снова был вынужден участвовать в военных действиях Мигелистской войны, поддерживая португальские войска с декабря 1825 по апрель 1828 годов. Получив звание полного генерала (англ. General officer), Клинтон подал в отставку из парламента и с 1842 года до своей смерти 15 февраля 1846 года находился в военном госпитале в Челси. Похоронен в Ройстоне, Хартфордшир.

## Семья
Уильям Генри Клинтон был женат на Луизе Доротее Холройд, дочери Джона Бейкер-Холройда, 1-го графа Шеффилда. У пары было трое детей:
- Дочь Анна Мария Клинтон (умерла 06.11.1880)
- Сын Генри Клинтон (24.02.1802 - 13.03.1881), полковник
- Сын Фредерик Клинтон (28.08.1804 - 9.11.1870), подполковник[5]

## Награды
- Награждён орденом Бани (1815) и другими наградами Великобритании.